# Escape from Alcatraz (película)
Escape from Alcatraz (conocida en Hispanoamérica como La fuga de Alcatraz o Alcatraz, fuga imposible y en España como Fuga de Alcatraz) es una película de suspenso de 1979 dirigida por Don Siegel y protagonizada por Clint Eastwood. La película está basada en el libro Escape from Alcatraz, de J. Campbell Bruce. La cinta relata la historia de Frank Morris (Eastwood) y los hermanos John (Fred Ward) y Clarence Anglin (Jack Thibeau), quienes tienen la distinción de ser posiblemente los únicos en haber escapado de la prisión de Alcatraz. Además, la película constituye el debut cinematográfico de Danny Glover.
En un thriller frío y atmosférico, que refleja muchas de las dificultades de la vida en presidio y las condiciones de la prisión de Alcatraz antes de que fuera cerrada permanentemente, poco después de la fuga.

## Argumento
A principios de 1960, Frank Morris (Clint Eastwood), un criminal excepcionalmente inteligente que se ha fugado de otras instalaciones, llega a la prisión de máxima seguridad en la Isla de Alcatraz. El alcaide (Patrick McGoohan) le informa secamente que Alcatraz es única dentro del sistema penitenciario de los Estados Unidos por su altísimo nivel de seguridad y que ningún preso ha logrado escapar jamás. Durante la conversación, Morris roba uno de los cortaúñas del escritorio del alcaide.
Durante los siguientes días, Morris conoce a algunos reclusos: el excéntrico Litmus (Frank Ronzio), aficionado a los postres; English (Paul Benjamin), un preso negro que cumple dos cadenas perpetuas por matar a dos hombres blancos en defensa propia; y el anciano Doc (Roberts Blossom), que pinta retratos y una vez cultivó crisantemos en Alcatraz. Morris también se convierte en enemigo de un violador apodado Lobo (Bruce M. Fischer), que trata de acosarlo en las duchas y luego lo ataca en el patio de la prisión con un cuchillo. Luego de su pelea, ambos hombres son encerrados en aislamiento en "el hoyo".
Morris es liberado mientras Lobo se queda. El alcaide descubre que Doc le ha pintado un retrato, así como a otros policías de la isla. A pesar de que las pinturas son respetuosas y halagadoras, elimina permanentemente los privilegios de pintura de Doc solo por ser cruel. Doc está deprimido y se corta los dedos con un hacha del taller de la prisión y se lo llevan.
Más tarde, Morris se encuentra con los hermanos ladrones de banco John y Clarence Anglin (Fred Ward y Jack Thibeau), que son sus viejos amigos de otra prisión, y también conoce al prisionero Charley Butts (Larry Hankin). Morris se da cuenta de que el hormigón alrededor de la rejilla de ventilación de su celda es débil y se puede astillar, debien a los años de humedad del agua salada que rodea la isla, lo que se convierte en un plan de escape. Durante los meses siguientes, Morris, los Anglin y Butts cavan a través de las paredes de sus celdas con cucharas (que han sido soldadas en palas improvisadas), fabrican maniquíes de papel maché para que actúen como señuelos y construyen una balsa con impermeables.
Durante su última comida en la prisión, Morris coloca un crisantemo en la mesa en honor a Doc, pero el alcaide lo toma y lo aplasta, provocando que 
Litmus, enojado por la acción, sufra un ataque al corazón, por el cual fallece. Cuando se lo llevan el alcaide recuerda fríamente a Morris que "algunos hombres están destinados a no dejar Alcatraz, ni siquiera vivos". Posteriormente el alcaide ordena una inspección de la celda de Morris, pero no encuentra nada inusual. No obstante, da órdenes para que Morris sea reubicado en una celda diferente lo antes posible. Lobo ha sido liberado del confinamiento solitario y se prepara para atacar a Morris nuevamente, pero English logra interceptarlo, y se lo lleva hacia su pandilla, para que lo golpeen.
Esa noche, los presos deciden irse. Morris, los Anglin y Butts planean encontrarse en el pasillo y escapar. Butts no logra abrir bien la rejilla de su celda y por lo tanto no llega a reunirse con ellos. Más tarde puede salir, pero es demasiado tarde y regresa a su celda, donde se lamenta por la oportunidad perdida.
Con el equipo de flotación, Morris y los Anglin acceden al techo y evitan los reflectores. Bajan por el costado del edificio hasta el patio de la prisión, trepan por una cerca de alambre de púas y se dirigen a la costa de la isla, donde inflan la balsa. Los tres hombres parten de Alcatraz, parcialmente sumergidos en el agua, aferrados a la balsa y utilizando sus piernas como principal fuerza propulsora.
A la mañana siguiente, se descubre la fuga y se produce una persecución masiva. Trozos de material impermeable, incluidos los efectos personales de los hermanos Anglin, se encuentran flotando en la bahía. Mientras busca en la Isla Ángel, el director insiste obstinadamente en que los efectos personales de los hombres eran importantes, y que por lo tanto se han ahogado, ya que no los abandonarían por nada. Un guardia cree que los presos se deshicieron de ellos justamente para hacer creer que se ahogaron. El alcaide es informado por su asistente de que ha sido citado para ir a Washington para enfrentarse a sus superiores, con la perspectiva de verse obligado a aceptar la jubilación anticipada por no haber evitado la fuga. En una roca, el alcaide encuentra un crisantemo y su ayudante le dice que ninguno crece en Isla Ángel. Un texto del epílogo señala que los fugitivos nunca fueron encontrados y que Alcatraz fue cerrada menos de un año después.

## Reparto
| Personaje                                      | Actor original (EE. UU.) | Actor de doblaje (Hispanoamérica) | Actor de doblaje (España) |
| ---------------------------------------------- | ------------------------ | --------------------------------- | ------------------------- |
| Frank Lee Morris                               | Clint Eastwood           | Ismael Larumbe                    | Constantino Romero        |
| Alcaide                                        | Patrick McGoohan         | Carlos Segundo                    | Rogelio Hernández         |
| Chester (Doc) Dalton                           | Roberts Blossom          | Arturo Casanova                   | Luis Posada Mendoza       |
| John Anglin                                    | Fred Ward                | Jesús Barrero                     | Ricardo Solans            |
| Clarence Anglin                                | Jack Thibeau             | Guillermo Coria                   | Manolo García             |
| Charley Butts                                  | Larry Hankin             | Jorge Santos                      | Claudi García             |
| Litmus ("Tornasol" en España e Hispanoamérica) | Frank Ronzio             | Jaime Vega                        | Joaquín Díaz †            |
| English                                        | Paul Benjamin            | Álvaro Tarcicio †                 | Dionisio Macías           |
| Lobo                                           | Bruce M. Fischer         | Esteban Siller Garza †            | Pepe Mediavilla †         |
| Lucy Butts                                     | Regina Baff              | Alma Nuri                         | Rosa Guiñón               |

## Producción

### Guion y filmación
Alcatraz se cerró poco después de los hechos reales en los que se basó la película. El guionista Richard Tuggle pasó seis meses investigando y escribiendo un guion basado en el relato de no ficción de 1963 de J. Campbell Bruce. Fue al Sindicato de Guionistas de Estados Unidos y recibió una lista de agentes literarios que aceptarían manuscritos no solicitados. Envió una copia a cada uno, y también a cualquier otra persona en el negocio que pudiera convencer para que lo leyera.
Todos lo rechazaron, diciendo que tenía diálogos y personajes deficientes, que carecía de interés amoroso y que el público no estaba interesado en las historias carcelarias. Tuggle decidió pasar por alto a productores y ejecutivos y tratar directamente con los cineastas. Llamó al agente del director Don Siegel y mintió, diciendo que se había encontrado con Siegel en una fiesta y que el director había expresado interés en leer su guion. El agente reenvió el guion a Siegel, quien lo leyó, le gustó y se lo pasó a Clint Eastwood.
Eastwood se sintió atraído por el papel del cabecilla Frank Morris y accedió a protagonizar la cinta, siempre y cuando fuera realizada por su compañía productora, Malpaso Productions. Siegel insistió en que fuera una película de su propia productora y le ganó a Eastwood, comprando los derechos de la película por 100.000 dólares. Esto creó una brecha entre los dos amigos. Aunque Siegel finalmente aceptó que fuera una producción de Malpaso-Siegel, Siegel fue a Paramount Pictures, un estudio rival, y nunca volvió a dirigir una película de Eastwood.
Aunque Alcatraz tenía su propia planta de energía, ya no funcionaba y se necesitaban 15 millas de cable para conectar la isla a la electricidad de San Francisco. Mientras Siegel y Tuggle trabajaban en el guion, los productores pagaron 500.000 dólares para restaurar la prisión en descomposición y recrear la atmósfera fría; algunos interiores tuvieron que ser recreados en el estudio. Muchas de las mejoras se mantuvieron intactas después de que se hizo la película.
El final original de Siegel cerraba con el descubrimiento por parte de los guardias del muñeco en la cama de Morris, dejando ambiguo si el intento de fuga había tenido éxito o no. A Eastwood no le gustó esto y extendió el final, al hacer que el alcaide buscara en la Isla Ángel y descubriera un crisantemo en las rocas, un género que no es nativo de la isla, pero que Doc cultivó en Alcatraz y luego lo usó Morris, aunque no queda claro si el crisantemo fue colocado allí por haber sobrevivido Morris, o simplemente fue llevado por la corriente cuando Morris se ahogó. Luego, su asistente le informa al alcaide que lo han convocado para tomar el próximo avión a Washington para enfrentarse a sus superiores: queda a criterio de la audiencia si los fugitivos tuvieron éxito o no.

## Precisión histórica
La escena final de la película implicaba algún indicio de que la fuga tuvo éxito, pero de hecho sigue siendo un misterio si los fugitivos lograron llegar a tierra firme o no. Las pruebas circunstanciales descubiertas a principios de la década de 2010 parecían sugerir que los hombres habían sobrevivido y que, contrariamente al informe oficial del FBI de que la balsa de los fugados nunca se recuperó y no se informó de robos de automóviles, se descubrió una balsa en las cercanías de la Isla Ángel con huellas que se alejaban (similar a la escena ficticia en la película donde el alcaide encuentra un crisantemo que posiblemente fue dejado por los fugitivos).
El personaje de Charlie Butts fue basado en Allen West, quien participó en la fuga real, pero se quedó atrás cuando no pudo quitar a tiempo la rejilla de ventilación de su celda la noche de la fuga. Ayudó en la investigación oficial del FBI sobre la fuga.
El alcaide es un personaje ficticio sin nombre. La película se desarrolla entre la llegada de Morris a Alcatraz en enero de 1960 y su fuga en junio de 1962. Poco después de su llegada, Morris se encuentra con el alcaide, que permanece en el cargo durante el transcurso de toda la película. En realidad, el alcaide Paul J. Madigan había sido reemplazado por Olin G. Blackwell en 1961. El personaje del alcaide menciona a sus predecesores, James A. Johnston (1934–48) e, incorrectamente, a Blackwell (1961–63). Blackwell se desempeñó como director de Alcatraz en su momento más difícil, de 1961 a 1963, cuando se enfrentaba al cierre como una prisión en descomposición y problemas de financiamiento y en el momento de la fuga de junio de 1962. En el momento de la fuga estaba de vacaciones en el Lago Berryessa en el Condado de Napa, California.
El incidente en el que Doc corta varios de sus dedos con un hacha se basó en un incidente real que tuvo lugar en 1937. El recluso Rufe Persful, alterado por lo que entonces era una política de estricto silencio en todo momento, cortó cuatro de sus dedos con un hacha para intentar ser trasladado fuera de Alcatraz.

## Recepción

### Respuesta crítica
Escape from Alcatraz fue bien recibida por la crítica y es considerada por muchos como una de las mejores películas de 1979. Frank Rich, de Time, describió la película como "gracia genial y cinematográfica", mientras que Stanley Kauffmann, de The New Republic, la llamó "cine cristalino". Vincent Canby, de The New York Times, la llamó "una película de acción de primer nivel", y señaló que "el Sr. Eastwood cumple con las demandas del papel y de la película como probablemente ningún otro actor podría. ¿Está actuando? No lo sé, pero él es la figura imponente en su paisaje". Variety, por su parte, la llamó "una de las mejores películas sobre cárceles jamás realizadas".
El crítico Roger Ebert le dio a la película 3.5 estrellas de 4, escribiendo: "En casi toda su extensión, Escape from Alcatraz es un retrato tenso y duro de la vida en una prisión. También es una obra magistral de narración, en la que los personajes dicen poco y la cámara explica la acción". Gene Siskel, del Chicago Tribune, le otorgó 3 estrellas de 4, calificándola de "muy entretenida y bien hecha", y agregando que "el problema principal es un final demasiado rápido que nos toma por sorpresa". Kevin Thomas, de Los Angeles Times, escribió: "Una delicia para los cineastas, Escape From Alcatraz podría servir como un ejemplo de manual sobre cómo ser asombrosamente económico y rápido y realizar una elegante narración en pantalla".
El sitio web de agregación de reseñas Rotten Tomatoes informó retrospectivamente que el 96% de 27 críticos dieron a la película una crítica positiva, con una calificación promedio de 7/10. El consenso de los críticos del sitio dice: "Escape from Alcatraz hace un uso brillante de la tensa claustrofobia de su infame escenario, así como de la legendaria determinación de su protagonista". En el sitio web Metacritic, la película tiene un puntaje promedio ponderado de 76 sobre 100, basado en nueve críticas, lo que indica "críticas generalmente favorables".

### Taquilla
La película recaudó $ 5.3 millones de dólares en Estados Unidos durante su primer fin de semana de estreno, a partir del 24 de junio de 1979, exhibiéndose en 815 pantallas. En total, la película recaudó un estimado de $ 43 millones de dólares en Estados Unidos y Canadá sobre la base del alquiler de salas de $ 21,5 millones, convirtiéndola en la 15.ª película más taquillera de 1979.

### Legado
En 2001, el American Film Institute nominó a la película para la lista "100 años ... 100 películas de suspenso".
El director Quentin Tarantino la llamó "a la vez fascinante y estimulante ... cinematográficamente hablando, es la película más expresiva de Siegel".